# Palafoxia rosea
Palafoxia rosea là một loài thực vật có hoa trong họ Cúc. Loài này được (Bush) Cory mô tả khoa học đầu tiên năm 1946.